# Galvanized Yankee
Albums de Jay Munly
Munly de Dar He
(1997) Jimmy Carter Syndrome
(2002)
Galvanized Yankee est le troisième album de Jay Munly publié en 1999.

## Titres de l'album
| No  | Titre                        | Durée |
| --- | ---------------------------- | ----- |
| 1.  | Funeral Blues                |       |
| 2.  | All Men Are Divine           |       |
| 3.  | Pretty Saro                  |       |
| 4.  | Death Ain't You Got No Shame |       |
| 5.  | The Why and the Wherefore    |       |
| 6.  | Who Will Care for Mother Now |       |
| 7.  | A Long Time Ago              |       |
| 8.  | Cluck Old Hen                |       |
| 9.  | Virgin of Manhattan          |       |
| 10. | Marching Along               |       |
| 11. | Parting Glass                |       |
| 12. | Math Made Easy               |       |